# Osamu Umeyama
Osamu Umeyama (født 16. august 1973) er en tidligere japansk fodboldspiller.
Han har spillet for flere forskellige klubber i sin karriere, herunder Avispa Fukuoka og FC Tokyo.